# نرتوست (کارولینای شمالی)
نرتوست (به انگلیسی: Northwest) شهری در ایالت کارولینای شمالی کشور ایالات متحده آمریکا است که جمعیت آن در سرشماری سال ۲۰۱۰ میلادی، ۷۳۵ نفر بوده‌است.